# 花平バズーカ
『花平バズーカ』（はなっぺバズーカ）は、原作：小池一夫、作画：永井豪による日本の漫画。『週刊ヤングジャンプ創刊号』（集英社）にて1979年6月7日号から1982年1月7日号まで連載されていた。単行本は同社のヤングジャンプ・コミックスより全10巻。悪魔によって主人公の家族は互いに対する情愛を失い崩壊するが、逆に悪魔と真の友愛を育むなど、ストーリー性があってなおかつエロチックな世界が描かれている。

## 主な登場人物
山田花平（やまだ はなへい）
通称「はなっぺ」。高校2年生。高校ではボクシング部に所属してるが部活には参加していない。また勉強も出来ず、かといって女性にもてるわけでもない。ある夜、テレビに向かってマスターベーションをしていたところ、メフィストダンス、オフィストバズーカの2人の悪魔を召喚してしまう。悪魔であるダンス、バズーカによって家庭は崩壊し、自身は世界最強の力とどんな女も堕とす能力を手に入れる。
世界最強の力は人間的感情を捨てる、つまり善なる感情が働かない状態でのみ発動する。女を落とす力は右手人差し指がペニスに似た形となり、それで指さされた女はセックスすることしか考えられなくなる。普段は指サックで隠しており、意図せぬ相手に発動した際には小指を尿道口に突っ込むと効果が消えると共に意識を失う。
メフィスト・ダンス
キリスト以前から存在する女性型の悪魔。全裸だが普段は腕・胸・下半身は黒い毛（カラーページによっては赤く塗られている場合もある）に覆われており（胸や局部を覆う毛は手の平のような形）、必要に応じて毛が消失して裸体が露わとなる。頭には柔らかい数十センチほどの角が左右に2本、尻にはシッポが生えている。登場当初はレズビアンで、初めは花平の姉である美人（みと）と恋人関係（肉体関係）となるが、のちに花平のことが好きになり、花平と結婚する。また、美女や老婆などにも変身したり人間に憑依することもある。
オフィスト・バズーカ
ダンスとペアを組んでいる男性型の悪魔。全身をぼろきれで覆い隠している上に、顔は目と口以外は黒く塗りつぶされて描写されている。背中にはバズーカ砲を背負っている。大の熟女好きで、登場当初は花平の母親と肉体関係となるが、最終的には花平の兄代わりとして花平、ダンスと同行する。犬や若いイケメン男性や中年男性などにも変身することが出来る。シリアスな時には恐ろしい悪魔、ギャグの時は頭身が低いマスコットキャラと、シーンによって描かれ方が両極端なキャラクターである。
山田美人（やまだ　みと）
花平の姉。花平とは異なり、成績は優秀で名前の通り美人。ダンスの登場により、家庭内でありながら肉体関係となる。家ではほぼ四六時中ダンスと性行為に励み、ほとんど全裸で生活している。
花平の催した家族会議の結果として家族関係を解散した後は、ダンスが花平と共に去ってしまったのもあるが、ちゃっかりと旦那を捕まえて妊娠7か月となり平和に暮らしていた。かつての家族には何の関心もない様子だった。
山田九太（やまだ　きゅうた）
花平の父親。普通のサラリーマンだったがダンス、バズーカの登場によりお金に狂ってしまう。お金で沢山の女性を買ったり、高級車を買ったりと贅沢な生活をする。これによって妻とは同居はしているものの、家庭内別居状態となる。
花平の催した家族会議の結果として家族関係を解散した後は、金に飽かせて選挙に出馬するが選挙法違反にも気付かず逮捕された。
山田三千代（やまだ　みちよ）
花平の母親。普通の主婦であったがダンス、バズーカの登場によりバズーカと肉体関係となる。年齢は40歳を過ぎてといるというが、30万年以上生きているバズーカいわく「非常に若くて美しい」。ほぼ四六時中バズーカと性行為に励み、美人と同様、ほぼ全裸で生活している。九太とは家庭内別居状態となる。
花平の催した家族会議の結果として家族関係を解散した後は、バズーカが花平と共に去ってしまったのもあるが、取り戻した女の快楽を忘れられずトルコ嬢となる。
野原星子（のはら　ほしこ）
中学生。万引きや美人局などを繰り返す不良少女。初対面で花平に万引きの共犯になるよう指示したり、サラリーマンから金を脅し取るように指示する。2回目に出会った際に花平と性行為を行う。
捨身のマリア（すてみの　まりあ）
花平が家出中に乗ったブルートレインで出会った少女。実は殺し屋で、殺しの現場を見た花平を殺そうとするが、指の魔力で虜になり、花平と何度も性行為に及ぶ。

## OVA版
1992年にOVAがリリースされた。2001年には「花平バズーカ デラックス版」として特典映像を収録したDVDがリリース。

### キャスト
- 山田花平 - 山口勝平
- メフィスト・ダンス - 冨永みーな
- オフィスト・バズーカ - 内海賢二
- 山田九太 - 西村知道
- 山田三千代 - 寺島まゆみ
- 山田美人 - 河原佳代子
- 高柳悦子 - 高田由美
- 世界樹の精 - 井上喜久子

### スタッフ
- 原作 - 小池一夫/永井豪「花平バズーカ」集英社刊
- 企画 - ダイナミック企画
- 監督 - 池上誉優
- 脚本 - 西紀寺史雄
- キャラクターデザイン・作画監督 - 小田不二夫
- 美術監督 - 本田修
- 音楽 - 青木望
- 音響監督 - 岩浪美和
- プロデューサー - 井上喜夫、幸森軍也、熊野竜二
- アニメーション制作 - スタジオシグナル
- 音楽製作 - 日本クラウン株式会社

### 主題歌
「愛だけで」
作詞・歌 - 冨永みーな / 作曲 - 角田英之